# Caravaggio
Caravaggio (született Michelangelo Merisi da Caravaggio v. Michelangelo Amerighi da Caravaggio) (Milánói Hercegség, Milánó, 1571. szeptember 29. – Nápolyi Királyság, Porto Ercole, 1610. július 18.) itáliai festő, aki korának művészeti elvárásai ellen lázadva vált a manierizmus, valamint a 17. század eleji naturalisztikus ábrázolás iskolateremtő képviselőjévé.
Milánóban volt festőtanonc, majd Rómába ment. Eleinte koldusszegényen nyomorgott, majd egyre több megrendelést kapott, de egyre több botrányba is keveredett. Rendszeres résztvevője volt verekedéseknek, feljelentették becsületsértésért, de tehetős és nagy befolyással bíró pártfogói kimentették. Egy sokak által önvédelemnek is felfogható gyilkosság volt az utolsó csepp a pohárban. Menekülnie kellett, és Nápolyba került, ahol szintén ünnepelt festő lett. Később Máltára utazott, ahol felvették a Máltai lovagrendbe, de egy újabb verekedés miatt bebörtönözték. Nem bírta a fogságot, megszökött, és Szicíliába menekült, majd visszatért Nápolyba, és ott festette meg utolsó képét is.
Festőművészetét forradalmian új stílus jellemezte, amely a fény és árnyék kontrasztján alapult. Munkáiban az alak drámai megvilágítása és a mély árnyékok a barokk festészet ismertetőjegyévé váltak. Ellenezte a bibliai témák hagyományos, eszményített értelmezését, modelljeit az utcáról szerezte be, és a vallásos jeleneteket életszerűen festette meg. Már a Szent Máté életéről szóló három festménye (1600–1601) is szenzációt keltett, és később olyan mesterművek követték, mint az Emmausi vacsora vagy a Mária halála. Rövid pályafutása ellenére jelentős életművet hagyott hátra, és utat mutatott követőinek, a caravaggistáknak.

## Élete
Caravaggio apja, Fermo Merisi Francesco Sforzának, a Milánótól harminc kilométerre fekvő kisváros, Caravaggio urának az építésze volt. Anyja, Lucia Aratori birtokoscsaládból származott. Valószínűleg egyik gyermekük sem Caravaggióban született, hiszen nincs nyomuk a kisváros keresztelési anyakönyvében. Lehetséges, hogy a család Milánóban élt a Sforzák udvarában, és 1576-ban az ott dühöngő pestis elől menekültek Caravaggióba. Így elképzelhető, hogy a gyermek Caravaggio már korán kapcsolatba került a Sforzákkal, és a velük rokonságban álló hatalmas Colonna család tagjaival, akik fontos szerepet játszottak későbbi életében. Szigorú katolikus nevelésben részesült, amit később sem tagadott meg.

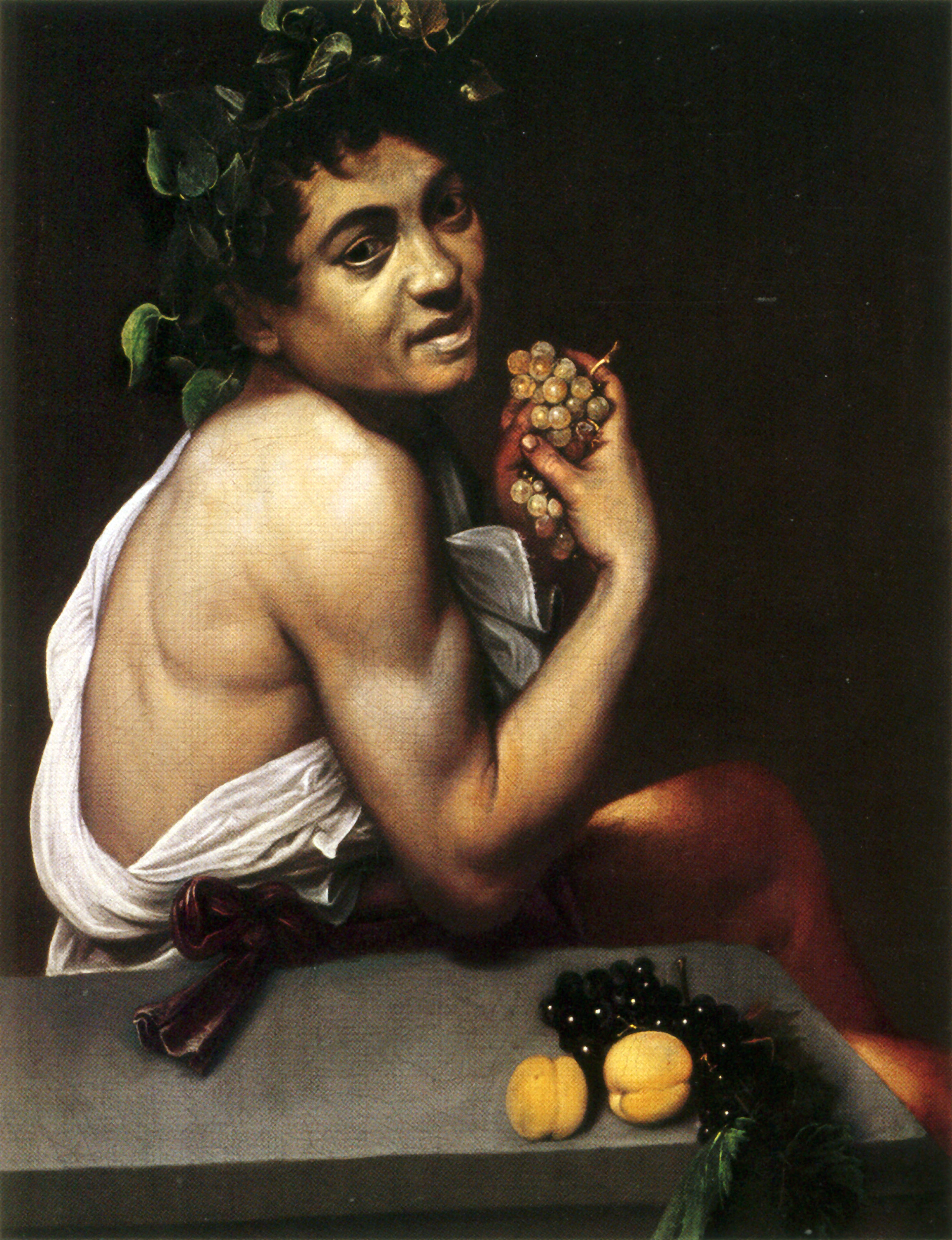
Önarckép: a beteg Bacchus-gyermek (1593–1594)

1577-ben Fermo Merisi meghalt. Caravaggióról az első megbízható adat 1584-ből való, amikor bátyja, Battista beadta a milánói Simone Peterzano festő műhelyébe, akivel négy évre szóló szerződést kötött. Lehetséges, hogy ennek lejárta után Velencébe utazott Giorgione és Tiziano művészetét tanulmányozni, de más kutatók szerint Milánóban folytatta tanulmányait, jelentős lombardiai mesterek nyomában.
Nincs megbízható adat arról, pontosan mikor utazott Caravaggio Rómába, valószínűleg 1590 körül. Annyi bizonyos, hogy a kezdeti években koldusszegényen nyomorgott, és minden munkát elvállalt. Előbb Lorenzo Siciliano festő műhelyében fejeket festett darabbérben, majd a sienai származású Gramaticának dolgozott. Súlyosan megbetegedett, és az Irgalmasok kórházába került. Felgyógyulása után VIII. Kelemen pápa kedvenc festőjének, Giuseppe Cesarinak, a későbbi Cavalier d’Arpinónak a műhelyében dolgozott, virágokat és gyümölcsöket festett. Ebből az időből származnak első ismert művei, mint legkorábbi ismert képe, A gyümölcsöt hámozó fiú, vagy a Beteg Bacchus-gyermek és a Gyümölcskosarat tartó fiú, mindkettő önarckép.

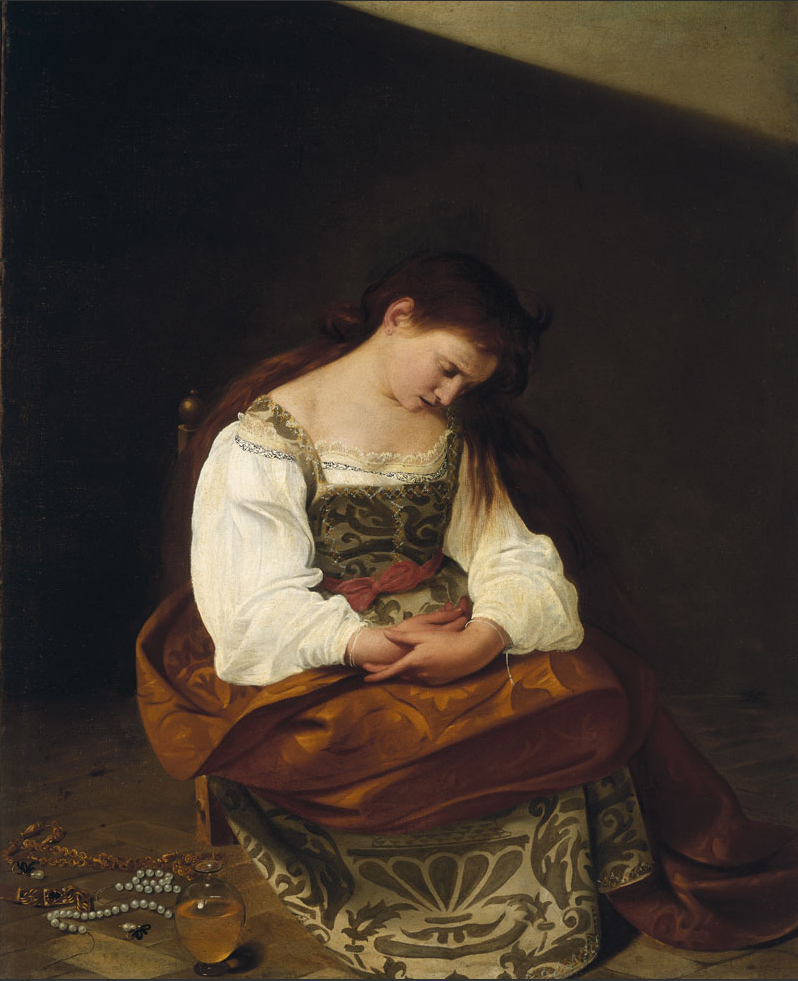
Bűnbánó Magdolna (1593–1594)

Cesari műhelyét 1594-ben hagyta ott. Akkoriban több fontos barátságot kötött: megismerkedett Prospero Orsi festővel, Onorio Longhi építésszel és a tizenhét éves szicíliai művésszel, Mario Minittivel, aki az élettársa lett. Ebben az időben festette első valóban mesterműnek tekinthető festményét, a Hamiskártyásokat. Ennek ellenére még mindig nyomorban élt, és ez akkor változott meg, amikor megismerkedett Francesco Maria Del Monte bíborossal, Róma vezető műértőinek egyikével. Ettől fogva Caravaggio Minittivel együtt a bíboros palotájában lakott, és neki, valamint gazdag és meleg művészetkedvelő baráti köre számára készített olyan intim hangulatú, homoerotikus képeket, mint a Gyíktól megmart fiú vagy a Lanton játszó fiú.

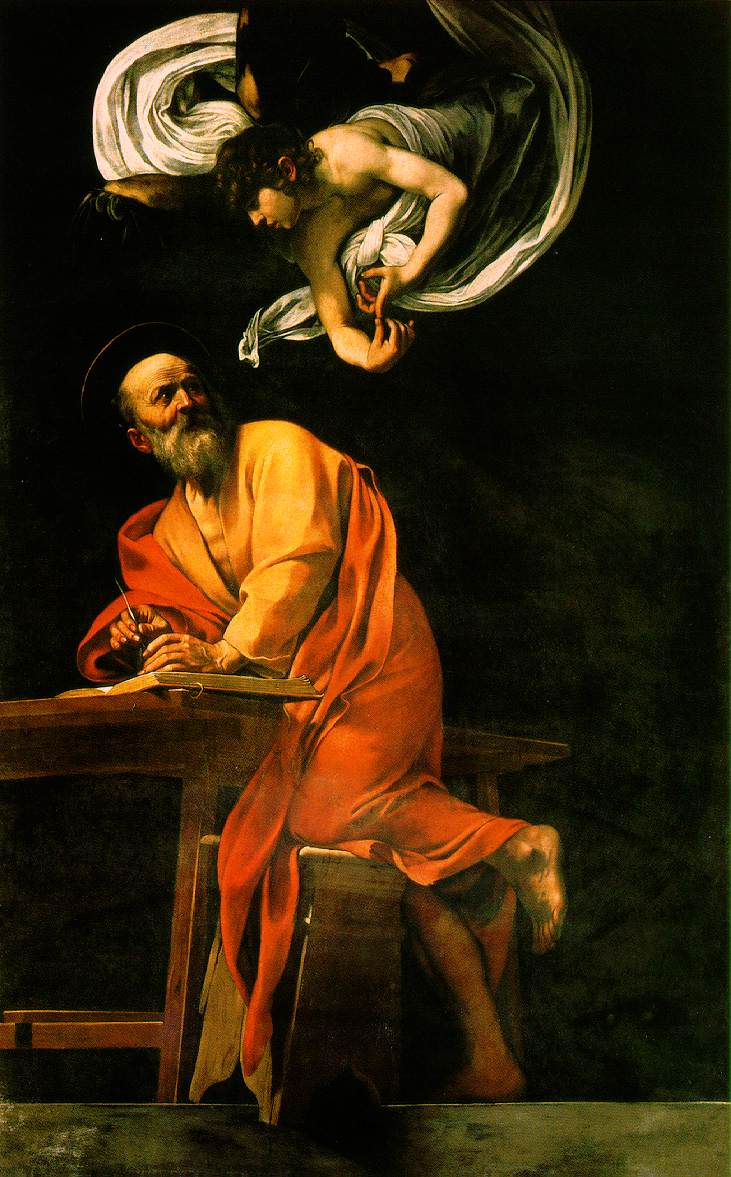
Szent Máté és az angyal, második változat (1600–1601)

1599-ben első jelentős egyházi megbízatását is valószínűleg Del Monte közbenjárására kapta. A San Luigi dei Francesi-templom Contarelli-kápolnája részére kellett megfestenie Szent Máté életének jeleneteit. A vállalkozás nem indult sikeresen, ugyanis a Szent Máté és az angyal első változatát a megrendelők nem fogadták el. Kifogásolták, hogy Caravaggio a szentet mint analfabéta parasztot ábrázolta, és ebben igazuk lehetett, hiszen Máté eredetileg vámszedő volt, így valószínűleg tudott írni-olvasni. De a további négy kép olyan sikeres lett, hogy Caravaggio egy csapásra Róma leghíresebb festői közé került. (Az első változat a berlini Kaiser-Friedrich-Museumba került, ahol a második világháború alatt elpusztult.) 1600. szeptember 24-én már mint kiváló festő kötött szerződést a Santa Maria del Popolo-székesegyház két képének megfestésére. Hírneve átlépte Itália határait.
Viharos életének sok eseményét az utókor rendbiztosi jegyzőkönyvekből ismeri. Rendszeresen keveredett különböző verekedésekbe, botrányokba, s egy festőtársa feljelentette becsületsértésért is. Gazdag és magas állású pártfogói mindig kisegítették. De 1606. május 29-én egy verekedéssé fajult vitában megölte Ranuccio Tomassonit, egyes tanúk szerint önvédelemből. Ő maga is megsebesült. Ebben az esetben a pártfogók sem segíthettek, és Caravaggiónak menekülnie kellett.

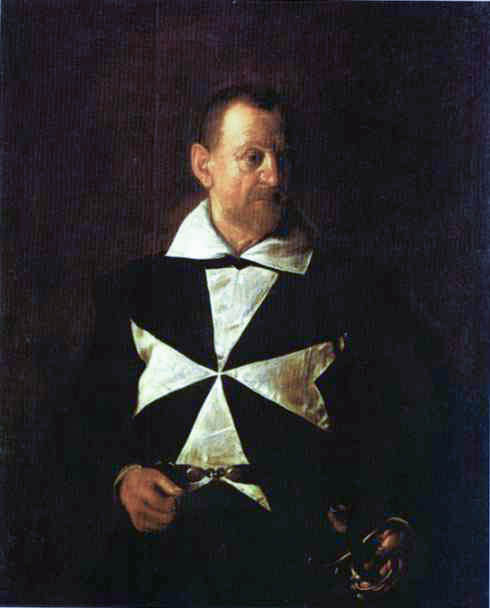
Antonio Martelli portréja (1608)

Egy rövid ideig Marzio Colonna herceg vendége volt, majd Nápolyba utazott. Itt Róma után Nápoly leghíresebb festőjévé vált. Sorra kapta a megrendeléseket, egymás után festette nagy hatású képeit, a Krisztus ostorozását, a Feltámadást (elveszett) és a Rózsafüzéres Madonnát. Kutatók szerint a 17. századi nápolyi festészet Caravaggio művészetének egyenes folytatása. A városban csak rövid időt töltött, 1607-ben vagy 1608-ban Máltára utazott, ahol megfestette a Máltai lovagrend nagymesterének, Alof de Wignacourt-nak a portréját, és a vallettai székesegyház részére több festmény mellett Keresztelő Szent János lefejezését. Bár felvették a lovagrend tagjai közé, újra csak verekedésbe keveredett, ahol egy lovag súlyosan megsebesült. Bebörtönözték, de megszökött, és Szicíliába menekült. Ezek után a rend természetesen kizárta tagjai sorából.
Kilenc hónapnyi szicíliai tartózkodás után visszatért Nápolyba. Közben a Colonnák megpróbálták kieszközölni számára a pápai kegyelmet. Nápolyban megfestette utolsó képeit, a Keresztelő Szent Jánost és a Szent Orsolya mártíromságát. Egy fogadóban rajtaütöttek üldözői, és súlyosan megsebesítették. Később megjött a hír, hogy V. Pál pápa készül a halálos ítéletét visszavonni. Nápolyból, ahol Costanza Colonna márkinő Cellammare-palotájában lábadozott 1610 júliusában a pápai kegyelemben reménykedve, összes új festményét összebatyuzva útnak indult. Rómába tartó hajója kikötött Porto Ercoléban, ahol meghalt. Halálának okáról sok elmélet keletkezett: gyilkosság áldozata lett, szifiliszben vagy más járványban (malária, tífusz), esetleg ólommérgezésben hunyt el. 2001-ben találtak egy halotti levelet a helyi plébániahivatalban, amely szerint magas láz végzett vele, és közös sírba temették. Az ottani ásatások nyomán fellelt maradványokat 2010-ben olasz kutatók a születési helyén ma is élő Merisi rokonoktól vett DNS-mintákkal összehasonlítva, nagy valószínűséggel megállapították, hogy az ő maradványait találták meg. A festő csontjait Porto Ercole központjában kialakított pici emlékparkban (Parc Monumental Funeraire) helyezték végső nyugalomra; síremlékét (egy szarkofágot) halálának 404. évfordulóján (2014-ben) avatták fel.

## Művészete

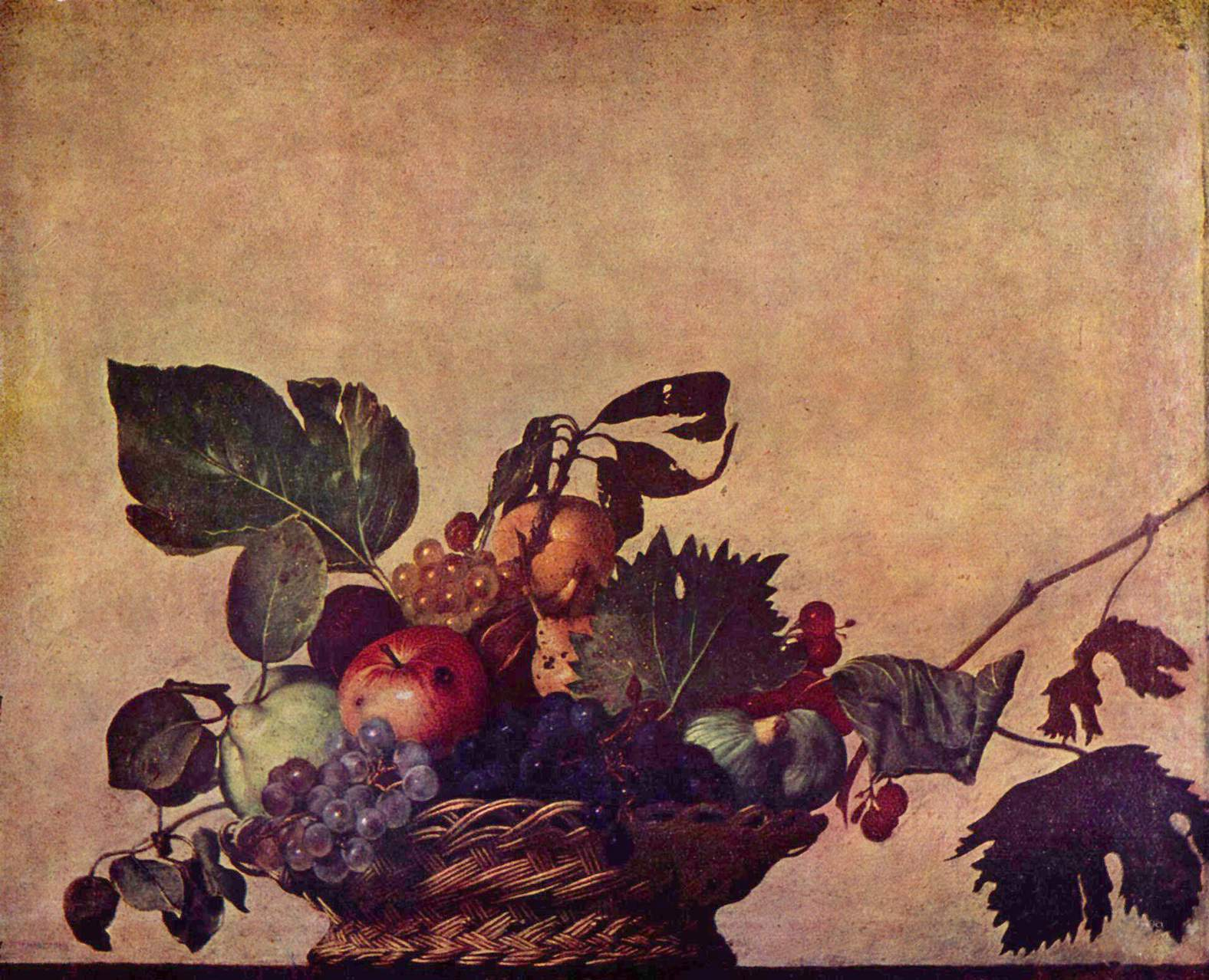
Gyümölcsös kosár (1596)

Itáliában Caravaggio korában a festészet két nagy vonulata volt a jellemző: az egyik a tridenti zsinat szigorú előírásait ridegen követő művészet, a másik a könnyed felszínesség. Caravaggio nem hódolt be egyiknek sem, és makacsul járta a maga útját. Mivel modellre nem volt pénze, első képei önarcképek, vagy barátait kérte fel modellnek. Már első ismert művei is kitűntek témaválasztásukkal és a valóság visszaadásának különlegességével. A látvány egészét felölelő festmények újszerűségét az előkelő római körök nehezen fogadták el. De voltak festményei, amelyeken egyéni stílusa még nem jelentkezett a maga teljességében, így könnyebben talált utat a közönséghez. Ilyen az Izsák feláldozása című kép, amelynek hátterében a velencei iskolára jellemző táj látható. De már itt is szakít a hagyományokkal, hiszen Izsák nem megadó, magatehetetlen szereplő, szinte hallható kétségbeesett kiáltása. Ezt a képet Maffeo Barberini, a későbbi VIII. Orbán pápa megrendelésére készítette.
Első egész alakos képe is feltűnést keltett, hiszen a Bűnbánó Magdolnát nem a megszokott pátosszal vagy érzékiséggel keltette életre. Caravaggio Magdolnája egy szomorú, magába roskadt parasztlány, aki sírva üldögél a nem rá illő cifra ruhában. A Jövendőmondó című képe szinte kettős portré, és itt jelenik meg először a Caravaggióra oly jellemző semleges, elmosódó háttér. Csendéletei is elütöttek az addig elfogadottól. A Gyümölcsös kosárban féregrágta, közönséges gyümölcsök vannak minden csillogás, előkelősködés nélkül.

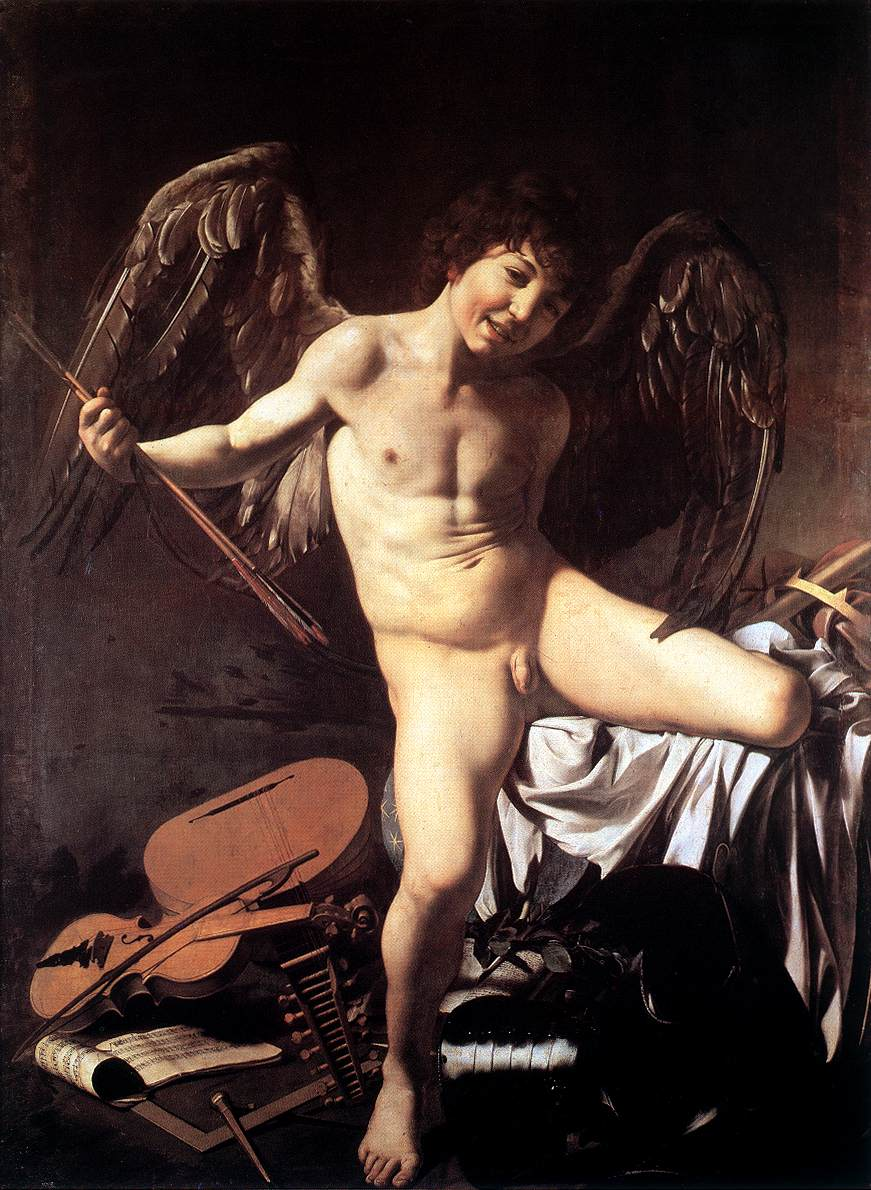
Diadalmas Ámor (1598–1599)

Találkozása Del Monte bíborossal nagy hatással volt művészetére, kezdett kialakulni végleges stílusa. A bíborosnak és körének festett képein a vonal dominanciája helyett fokozatosan megjelenik Caravaggio jellegzetes fény-árnyék festészete. Ennek az időszaknak egyik remekműve a Diadalmas Ámor, amely utolsó mitológiai tárgyú képe. Nem a megszokott duci puttót festi le, hanem egy valódi fiút provokatív meztelenségében. A kép egyszerre árulkodik mind a festő, mind a megrendelő, Vincenzo Giustiniani márki homoerotikus vonzódásáról. Del Monte részére festette a Medúzát, amely a maga korában Caravaggio legismertebb képe volt.
Vallásos tárgyú festményeit még nagyobb ellenállás és visszautasítás fogadta. A Bűnbánó Magdolna realizmusa tér vissza további munkáin. A reneszánsz művészetével ellentétben nem az emberi szépséget dicsőíti, hanem az adott pillanatban feltáruló lelki folyamatokat ábrázolja. Képei megújítják a hagyományos ikonográfiát, a szép helyett a valóságosra, az illusztratív és moralizáló képi elbeszélés helyett az evilágira kerül a hangsúly.
Az Emmausi vacsora már Caravaggio érett stílusának szép példája. A bibliai jelenetet egy kocsmába helyezte, s ezzel valószínűleg megbotránkoztatta az egyház embereit. Első jelentős megbízatása, a Szent Mátéról szóló festménysorozat sem készült el zökkenőmentesen. De a Szent Máté elhívatása már Caravaggio véglegesen megtalált egyéni hangjának gyönyörű tanúja. A hagyományos gúla alakú kompozíciót felváltotta a négyzet alakú. A telített, meleg színekben játszó jelenet egy római kocsmában játszódik, ahol Máté éppen szerencsejátékba merül, amikor belép Krisztus, és hívó mozdulattal mutat rá. A művész a témát áthelyezte a jelenbe, a hétköznapi környezetbe, és ezzel közel hozta kora emberéhez. S mégis, a megvilágítással, a fénysugárral sikerült földöntúlivá tennie a jelenetet. A festménysorozat harmadik darabja, Szent Máté mártíromsága az előző kép feszült csendjével ellentétben csupa mozgás és kegyetlen sötétség, amelyet fény-árnyék hatások alkalmazásával ért el.

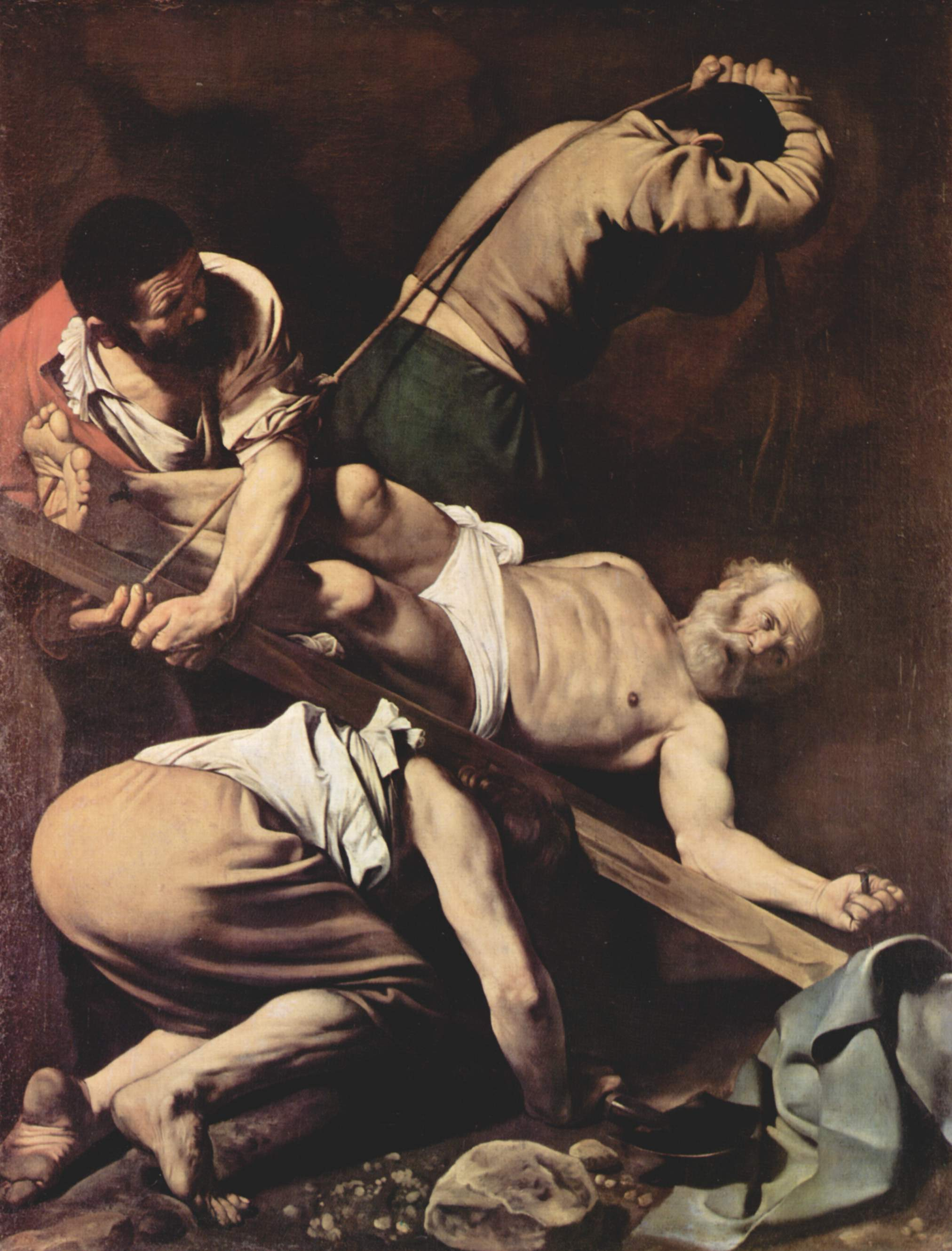
Szent Péter keresztrefeszítése (1601)

A római Santa Maria del Popolo-székesegyház számára készült képek, a Szent Péter keresztrefeszítése és a Szent Pál megtérése is újat hoztak. Caravaggio hűvös távolságtartás helyett olyan közel hozza a jelenetet a nézőhöz, amennyire csak lehetséges. Szent Péter kivégzését a maga durva valóságában festette meg, olyan mocskos lábakat addig még egyetlen festő sem mert lefesteni. Nem véletlenül volt festményéről az az elítélő vélemény: „büdös”, hiszen szinte érezni a hóhérok izzadságszagát. Szent Pál megtérését is merészen ábrázolta: a kép középpontjában nem a szakáll nélkül, fiatalon ábrázolt szent, hanem a lova áll, amelyről leszállt, amikor meghallotta a hívó szót.
Caravaggiót egyházi részről nem elsősorban megbotránkoztató életvitele, hanem vallásos témájú képei miatt támadták, amelyek oka – nem utolsósorban – a modellnek felkért személyek kiléte volt. Caravaggio képein a kor embere felismerte az utcai csavargót, a prostituáltat és a római éjszakai élet több ismert figuráját. Az Emmausi vacsora Londonban található változata Krisztusának modellje valószínűleg ugyanaz a fiúprostituált, aki a Diadalmas Ámoron látható. A legnagyobb botrányt a Mária halála című képpel kavarta. Nem elég, hogy Krisztus anyjának halálát minden pátosz nélkül a legnagyobb realizmussal ábrázolta, felpuffadt hassal, elszíneződött lábakkal, és a helyszín is egy szegényházhoz hasonlít, hanem ráadásul a modellnek felkért nő Róma egyik legismertebb prostituáltja. Természetesen az egyházi megrendelők visszautasították a festményt, így került később Rubens közbenjárására I. Vincenzo Gonzaga mantovai herceg gyűjteményébe. Más megvetett képei a Borghese-gyűjteményt gazdagították.

## Művészetének utóélete

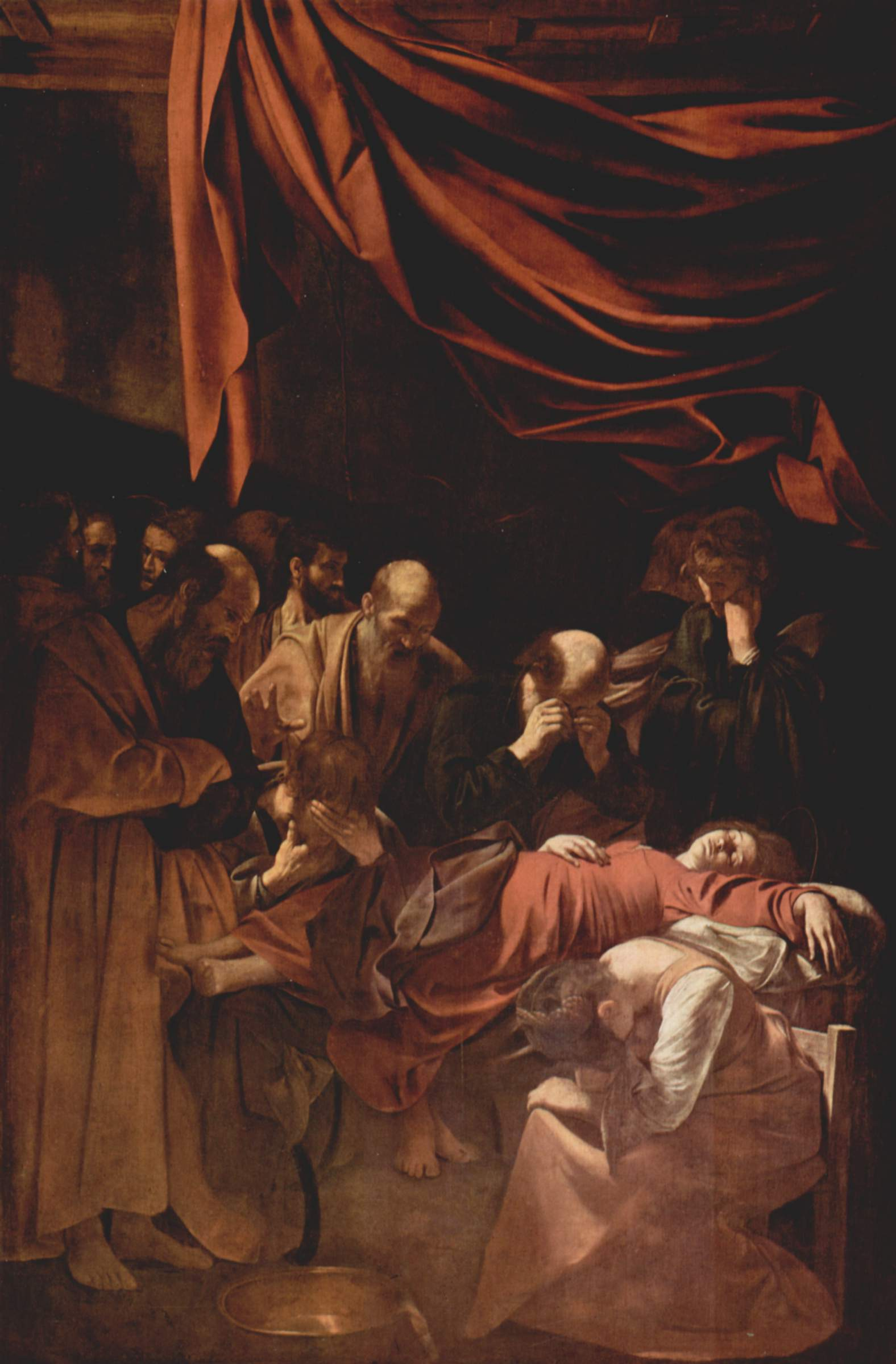
Mária halála (1606)

Caravaggio rövid és zaklatott élete miatt nem hozott létre iskolát, nem gyűjtött tanítványokat, de művészetének egyedisége több jelentős festőt vont hatása alá, akik összetett stílusának különböző részleteit vitték tovább. Orazio Gentileschi Caravaggio fényhatásait alkalmazta, lánya, Artemisia Gentileschi a színek intenzitását, a mozgalmasságot és a megvilágítást tanulta el. Bartolomeo Manfredi Caravaggio legtudatosabb utánzója volt, de hiányzik belőle a művész legtöbb erénye. Caravaggio újításait legteljesebben a kiemelkedő tehetségű a gall Valentin de Boullogne örökítette át festményeiben. Caravaggio művészetének hatását lehet kimutatni a francia Georges da La Tour és Simon Vouet, valamint a spanyol Giuseppe Ribera képein is.
Az utrechti katolikus festőművészek, az „utrechti caravaggisták” tagjai a 17. század első éveiben Rómában tanultak, és ott találkoztak a festő műveivel. Miután visszatértek északra, az 1620-as években, a hatás rövid életű, de virágzó volt olyan festők művészetében, mint Hendrick ter Brugghen, Gerrit van Honthorst, Andries Both vagy Dirck van Baburen. A következő generációban Caravaggio hatása felhígulva bár, de érezhető olyan festők munkáiban, mint Rubens (aki megvásárolt egyet a művei közül a mantovai herceg számára, valamint megfestette a Sírbatétel másolatát), Vermeer, Rembrandt, és Velázquez, az utolsó azok közül, akik valószínűleg látták Caravaggio műveit itáliai utazásaik alatt.

## Híres művei
- Az emmausi vacsora, 1596–1598, London, National Gallery; második változat 1606, Milánó, Brera
- Beteg Bacchus-gyermek, 1593–1594, Róma, Galleria Borghese
- Gyümölcskosarat tartó fiú, 1593–1594, Róma, Galleria Borghese
- Bacchus, 1597 körül, Firenze, Uffizi
- Jövendőmondó, Párizs, Louvre
- Pihenő Egyiptomba menekülés közben, 1595, Róma, Palazzo Doria-Pamphili
- Bűnbánó Magdolna, 1593–1594, Róma, Palazzo Doria-Pamphili
- Gyíktól megmart fiú, Firenze, Longhi-gyűjtemény,
- Izsák feláldozása, 1595 körül, Firenze, Uffizi
- Narcissus, 1594–1596, Róma, Galleria Nazionale d’Arte Antica
- Alexandriai Szent Katalin, 1597, Madrid, Thyssen-Bornemisza Múzeum
- Hamiskártyások, 1594–1595, New York, magángyűjtemény
- Gyümölcsös kosár, 1596, Milánó, Ambrosiana
- Keresztelő Szent János, 1602, Róma, Musei Capitolini
- Lanton játszó fiú, 1595–1596, Szentpétervár, Ermitázs
- Szent Máté és az angyal, 1600–1601, Róma, San Luigi dei Francesi
- Szent Máté mártíromsága, 1600–1601, Róma, San Luigi dei Francesi
- Szent Máté elhívatása, 1600–1601, Róma, San Luigi dei Francesi
- Diadalmas Ámor, 1598–1599, Berlin, Staatliche Museen
- Szent Péter keresztrefeszítése, 1601, Róma, Santa Maria del Popolo
- Szent Pál megtérése, 1601, Róma, Santa Maria del Popolo
- Salomé Keresztelő Szent János fejével, 1609–1610, London, National Gallery
- Mária halála, 1606, Párizs, Louvre
- Sírbatétel, 1602–1604, Róma, Vatikáni Múzeum
- A rózsafüzéres Madonna, 1606–1607, Bécsi Szépművészeti Múzeum
- Dávid Góliát fejével, 1601–1602, Bécsi Szépművészeti Múzeum
- Krisztus megkoronázása a töviskoszorúval, Bécsi Szépművészeti Múzeum
- Kígyós Madonna, 1605–1606, Róma, Galleria Borghese
- Szent Jeromos, Róma, Galleria Borghese
- Dávid, Róma, Galleria Borghese
- Loretói Madonna, 1603–1605, Róma, Sant’Agostino
- Az irgalmasság cselekedete, Nápoly, Pio Monte della Misericordia
- Krisztus ostorozása, Nápoly, San Domenico Maggiore
- Judit lefejezi Holofernészt, Róma, Galleria Nazionale d’Arte Antica
- Alof de Wignacourt, 1608, Firenze, Palazzo Pitti
- Alvó Ámor, 1608, Firenze, Palazzo Pitti
- Szent Jeromos, 1607–1608, Valletta, Szent János-társkatedrális
- Keresztelő Szent János lefejezése, 1607–1608, Valetta, Szent János-társkatedrális
- Szent Lucia temetése, 1608, Siracusa, Santa Lucia
- Lázár feltámasztása, 1609, Messina, Museo Nazionale
- Jézus születése Szent Ferenccel és Szent Lőrinccel, 1609, Palermo, Oratorio San Lorenzo